# R'Bonney Gabriel
R'Bonney Nola Gabriel (San Antonio, Texas, 20 de marzo de 1994) es una modelo, diseñadora de moda y reina de belleza estadounidense. Fue la ganadora de la 71.ª edición del concurso siendo coronada el 14 de enero de 2023 como Miss Universo 2022. Previamente fue coronada Miss Texas USA 2022 y Miss USA 2022.

## Biografía
R'Bonney Nola Gabriel nació en San Antonio, Texas, Estados Unidos, de padre filipino, Remigio Bonzon «R'Bon» Gabriel, y madre estadounidense, Dana Walker. Su padre nació en Filipinas y es de Manila; emigró al estado de Washington a la edad de 25 años y luego obtuvo un doctorado en psicología en la Universidad de Houston. Su madre es de Beaumont.
Gabriel se graduó con una licenciatura en diseño de moda con especialización en fibras en la Universidad del Norte de Texas.
Actualmente trabaja como modelo y como diseñadora de ropa ecológica con la marca de ropa R'Bonney Nola. También se desempeña como instructora de costura de la organización sin fines de lucro Magpies and Peacocks.

## Incursión en concursos de belleza

### Miss Kemah
Su primera incursión en estos tipos de concursos, fue cuando compitió en el Miss Kemah 2020, donde se ubicó entre las 5 finalistas principales.

### Miss Texas USA 2021
Compitió como Miss Harris County en Miss Texas USA 2021, y terminó primera finalista detrás de Victoria Hinojosa de McAllen.

### Miss Texas USA 2022
Como Miss Friendswood, Gabriel compitió nuevamente en Miss Texas USA 2022, donde finalmente fue coronada por la titular saliente Victoria Hinojosa.

### Miss USA 2022
Gabriel fue coronada Miss USA 2022 por la reina saliente Miss USA 2021, Elle Smith de Kentucky, convirtiéndose en la primera Miss USA de ascendencia filipina desde Macel Wilson en 1962.

### Miss Universo 2022
Representó a los Estados Unidos en el certamen de Miss Universo 2022 como Miss USA 2022. Fue coronada Miss Universo 2022 por la titular saliente Harnaaz Sandhu de India, convirtiéndose en la novena ganadora estadounidense del certamen. Es la segunda titular de Texas, después de Chelsi Smith, en ganar el título de Miss Universo, y es la primera Miss Universo de la era JKN. También es la ganadora de mayor edad del título.